# Baharlar
Baharlar ist eine Kleinstadt im Landkreis Tavas der türkischen Provinz Denizli. Baharlar liegt etwa 75 km südwestlich der Provinzhauptstadt Denizli und 25 km südwestlich von Tavas. Baharlar hatte laut der letzten Volkszählung 867 Einwohner (Stand Ende Dezember 2010).

## Geschichte
Baharlar entstand etwa vor 200 Jahren, als die zwei nomadischen Großfamilien, die Karaçalıoğlu und Keçelioğlu, in Tavas einwanderten. Die Karaçalıoğlu siedelten in dem kleinen Örtchen Baharlar und die Keçelioğlu siedelten in dem benachbarten Dorf Keçeliler. Beide Familien waren oghusisch-türkischstämmige Yörüken aus dem benachbarten Provinz Muğla. Die zwei Familien kamen im Frühling, daher kommt auch der Name der Kleinstadt, da bahar auf Deutsch Frühling bedeutet. Die Yörüken in Baharlar wurden damals von den Bewohnern der umliegenden Dörfer als Bahar yörükleri genannt, dass so viel wie „Die Yörüken des Frühlings“ bedeutet.

## Wirtschaft und Infrastruktur
Die wichtigsten Einnahmequellen sind der Ackerbau und die Tierhaltung. Des Weiteren werden Gerste, Hafer und Futterwicke, allesamt Futterpflanzen, angebaut.